# Marvel's Wolverine
Marvel's Wolverine est un jeu vidéo d'action et d'aventure en cours de développement par Insomniac Games et édité par Sony Interactive Entertainment en collaboration avec Marvel, en exclusivité sur PlayStation 5.
Le jeu prend place dans l'univers Marvel où le joueur incarne Logan alias Wolverine, un super-héros.

## Trame
L'action de Marvel's Wolverine se déroule sur la Terre-1048 de l'univers Marvel, semblable à celle de la série Marvel's Spider-Man d'Insomniac Games.

## Système de jeu
Marvel's Wolverine est un jeu d'action et d'aventure. La progression du jeu s'effectue au sein d'une structure plutôt linéaire avec des zones semi-ouvertes.

## Développement
Marvel's Wolverine est développé par le studio américain Insomniac Games exclusivement pour la PlayStation 5. Depuis son rachat par Sony en 2019, Insomniac Games est intégré au groupe de développeurs PlayStation Studios appartenant à Sony Interactive Entertainment (SIE), lequel fait office d'éditeur du jeu. Le studio travaille en collaboration avec Marvel Games pour la création de Marvel's Wolverine. Leur partenariat a déjà mené à la publication de trois jeux de la série Spider-Man : Marvel's Spider-Man (2018), Marvel's Spider-Man: Miles Morales (2020) et Marvel's Spider-Man 2 (2023). Dans le même esprit que ces jeux, Marvel's Wolverine est conçu pour respecter l'identité du personnage Wolverine tel qu'il est établi dans les comics de Marvel, tout en étant construit selon la vision d'Insomniac Games.
Le projet démarre en 2021, avec Cameron Christian en tant que réalisateur du jeu et Brian Horton comme directeur de la création.
Walt Williams rejoint Insomniac Games en tant que scénariste principal du projet. Plus tard, Walt Williams accède au poste de directeur de la narration afin de contribuer à la rédaction au ton mature de Marvel's Wolverine. D'ailleurs, il est renommé pour sa participation à l'écriture du scénario de Spec Ops: The Line,.
Mike Yosh est animateur en chef. Aux alentours de mai 2022, le tournage de capture de mouvement débute dans un local du studio américain. Cette phase contribue à la création des animations principales et des scènes cinématiques du jeu.
En 2023, à quelques semaines de la sortie de Marvel's Spider-Man 2, le studio américain recentre ses activités sur le développement de Marvel's Wolverine,.
Au cours de l'été 2024, le réalisateur Cameron Christian et le directeur créatif Brian Horton se retirent du développement du jeu à la suite de « différends créatifs » avec Sony. Le premier intègre un autre projet interne à Insomniac Games tandis que le second quitte le studio afin de reprendre sa fonction chez The Initiative sur le projet de reboot Perfect Dark. Ils sont respectivement remplacés par Mike Daly et Marcus Smith, dont la même association a mené à la parution de Ratchet and Clank: Rift Apart (2021) pour Insomniac Games.

## Annonces
Le jeu est dévoilé en septembre 2021 au cours du PlayStation Showcase, un évènement organisé par SIE, à travers une bande-annonce. Ce trailer de courte durée, conçu avec des effets spéciaux numériques, met en scène Wolverine, alors que le développement du jeu n'en est qu'à ses prémices.
Si en novembre 2023, la presse spécialisée fait part des quelques rumeurs lancées par Daniel Richtman, réputé pour sa fiabilité, qui suppose seulement une date de sortie, le ton du jeu et le lieu où se déroule l'action,, ; il n'en demeure pas moins que plus aucune information officielle supplémentaire n'est communiquée par Insomniac Games ou SIE.

### Fuite de données
En décembre 2023, Insomniac Games est victime d'une fuite d'informations importante. Un groupe de hackeurs revendique l'attaque par rançongiciel le 12 décembre, et prouve également la détention de données personnelles de membres actuels ou d'anciens employés du studio (comme des documents signés, des passeports et des échanges de courriers). En outre, il menace Insomniac Games de dévoiler les informations en sa possession contre une rançon de 50 bitcoins, soit approximativement 1 900 000 d'euros, à régler sous sept jours. De même, les pirates, qui ont également dérobé des éléments confidentielles de Marvel's Wolverine, publient en ligne quelques images du jeu pour preuve. En parallèle, ils mettent aux enchères les données du jeu afin de mettre la pression sur le studio américain. Insomniac Games refuse de payer si bien que le groupe de hackeurs exécute sa menace. Ainsi, de nombreuses séquences du jeu sont publiées sur Internet ainsi qu'un build jouable sur PC comportant un tutoriel et quelques séquences de jeu.